# Pankraz von Sinzenhofen

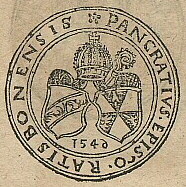
Fürstbischöfliches Wappen auf einer Münze von 1546

Pankraz von Sinzenhofen (* im 15. oder 16. Jahrhundert; † 24. Juli 1548 auf Schloss Wörth an der Donau) war von 1538 bis 1548 der 47. Bischof von Regensburg. 
Johann III. folgte der Dechant und Kustos Pankraz von Sinzenhofen. Nach Josef Staber eine höchst unglückliche Wahl, wäre doch in den Zeiten der Reformation in der sich der protestantische Glaube innerhalb des Bistums rasch verbreitete, ein integerer Verfechter des katholischen Glaubens nötig gewesen. Als Zweifel an der Eignung des Bischofs führt Staber mehrere Argumente an: Pankraz belohnte die ihn wählenden Domkapitulare in ungebührlicher Weise (Simonie) mit Pfründen. Er hatte einen Sohn, den er 1541 legitimieren ließ. Staber bezeichnet ihn gar als „geisteskrank“ und belegt dies mit Dämmerzuständen, die den Bischof an seiner Arbeit hinderten. Jahre vor seinem Tod hatte er einen Schlaganfall und war seitdem erheblich gesundheitlich eingeschränkt. Die Kommunikation mit ihm war zunehmend erschwert. Auch wenn im Bistum Regensburg von der Gegenreformation nicht viel zu bemerken war, formierten sich auf dem Konzil von Trient und in den Reihen des Jesuitenordens entsprechende Kräfte. 
Sein Epitaph zeigt den Bischof in prunkvoller Amtstracht und den bischöflichen Insignien.